# Mosambikanische Staatsangehörigkeit

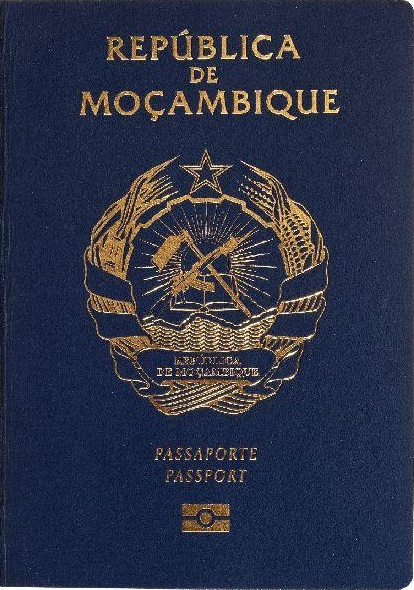
Mosambikanischer Reisepass

Die mosambikanische Staatsangehörigkeit bestimmt die Zugehörigkeit einer Person zum Staatsverband Mosambiks mit den zugehörigen Rechten und Pflichten.

## Kolonialzeit
Zwar gab es schon im 16. Jahrhundert portugiesische Handelsposten an der Küste, eine wirkliche Kolonialverwaltung im Inland entstand erst im 19. Jahrhundert. Die Stammesfürstentümer im Süden gelangten erst 1895/6 unter volle portugiesische Kontrolle. Das Gebiet des Kionga-Dreiecks heute Teil der Provinz Cabo Delgado wurde nach dem Ersten Weltkrieg vom ehemaligen Deutsch-Ostafrika abgetrennt.
Die volle portugiesische Staatsbürgerschaft hatten vor 1962 nur die ansässigen Weißen (não-indígenas). Eingeborene (indígenas) und Mischlinge (mestiços) konnten davor den gleichberechtigenden Status eines Assimilado erhalten, wenn sie über entsprechende Bildung verfügten und katholisch wurden. Goaner und andere Inder, die nach der indischen Besetzung 1962 indische Staatsangehörigkeit annahmen wurden daraufhin ausgewiesen.
Nach der Nelkenrevolution entließ Portugal seine verbliebenen Kolonien schnell in die Unabhängigkeit. Beim Entwurf des zu diesem Zweck erlassenen Staatsbürgerschaftsgesetz: ging man fälschlicherweise davon aus, dass sämtliche Kolonialbewohner automatisch die neuen Staatsbürgerschaften erhalten würden, was nicht geschah, so dass tausende Nachfahren der zweiten und dritten Zuwanderergeneration staatenlos wurden. Ein klärendes Abkommen zwischen Mutterland und ehemaliger Kolonie wurde nicht geschlossen.
Die Regierung hatte bis 1994 nur sehr bedingt Kontrolle im Inland, da die Kämpfer der faschistischen RENAMO Gebiete kontrollierten.
Seit den liberalisierenden Reformen in Portugal ab 1994 ist der Erwerb der dortigen Staatsbürgerschaft für Personen aus den ehemaligen Kolonien vergleichsweise einfach, so dass immer weniger von diesen in der Ausländerstatistik erscheinen.

### Wanderarbeiter
Mosambik war seit Erschließung des Goldbergbaus in Witwatersrand im ausgehenden 19. Jahrhundert ein wichtiger Lieferant von Wanderarbeitern. Deren dort ggf. geborenen Kinder hätten gemäß den britischen ius soli-Regeln durchaus Anspruch auf den Status eines british subject haben können. Dem schob jedoch das Anwerbeabkommen von 1897 einen Riegel vor. Die Arbeiter erhielten nun Pässe. Geschaffen wurde in Johannesburg das Amt eines Beauftragten in Form eines abgeordneten portugiesischen Kolonialbeauftragten, der keine direkten Eingriffsrechte hatte, aber ähnlich wie ein Konsul arbeiten sollte.
Nach Inkrafttreten der neuen südafrikanischen Verfassung 1996 erging auch eine Amnestie für illegal im Lande lebende, woraufhin tausende Afrikaner nach Südafrika eingebürgert wurden.
Das mosambikanische Außenministerium plante 2009 ein Programm, um in Nachbarländern die Staatsangehörigkeit von potentiellen Mosambikanern zu klären, die mangels Dokumenten dort mit unklarem oder staatenlosem Status lebten. Man schätzte in Tansania, Malawi, Kenia und Simbabwe insgesamt 14.000 registrieren zu können.
Gut 21.000 Mosambikaner waren als Gastarbeiter in der DDR tätig (siehe Madgermanes). Diese wurden innerhalb kürzester Zeit 1990/1 aus dem Beitrittsgebiet ausgeschafft. Nur etwa 2000 blieben zurück.

## Seit 1975
Ein Staatsangehörigkeitsgesetz erließ man 1975. Dazu ergingen Ausführungsbestimmungen Gesetzesänderungen erfolgten 1982 zum Wiedererwerb 1987. und im November 1990.
Den Führern der siegreichen FRELIMO, die während des Guerillakampfes oft Jahre im Exil in Nachbarländern verbracht hatten, ging es zunächst darum, eine Abgrenzung von Dienern der Kolonialherren zu „guten“ Bürgern zu schaffen, was die Ausschlusskriterien hinsichtlich Mitgliedschaft in pro-portugiesischen Organisationen u. ä. erklärt. Das Volljährigkeitsalter in Staatsangehörigkeitssachen war von Anfang an 18, auch wenn im vorläufig weiter geltenden Zivilgesetzbuch von 1966 ansonsten von 21 Jahren ausgegangen wurde (bis 1990).
Als Mosambikaner zum Zeitpunkt der Unabhängigkeit definierte man alle Personen, die
- zum Zeitpunkt der Unabhängigkeit im Lande ihren Wohnsitz hatten (volljährige Ausländerkinder/-Mischlinge durften innerhalb 90 Tage dagegen optieren)
- im Lande geborene Personen, die einen mosambikanischen Elternteil hatten („doppeltes ius soli“)
- im Lande geborene Kinder Staatenloser und Findelkinder
- durch Erklärung innerhalb 90 Tagen nach Unabhängigkeit, sofern sie nicht in den kolonial-faschistischen Organisationen oder als Informanten bzw. Offizielle tätig gewesen waren:
  - vom vorstehenden nicht erfasste Ausländer, die mindestens 20 Jahre im Lande gelebt haben
  - vom vorstehenden nicht erfasste Ausländer jünger als 40 Jahre, die mindestens die Hälfte der Jahre ihres Lebensalters ihren Wohnsitz in Mosambik gehabt hatten
- seit 1987: alle im Ausland geborenen Kinder von FRELIMO-Kämpfern, selbst wenn sie vor der Unabhängigkeit zur Welt kamen

Nach der Unabhängigkeit im Lande Geborene wurden ab Geburt Mosambikaner (ius soli). Dazu alle im Ausland geborenen Kinder mosambikanischer Väter (seit 1987 auch Mütter) – mit gewissen Negativ-Optionsmöglichkeiten bei Mischehen.
Erwerb
Die Zuständigkeit liegt beim Innenministerium.
Durch Heirat: eine nicht vorbestrafte Ausländerin, die einen Mosambikaner heiratete und ihren Wohnsitz im Lande nahm, konnte durch Erklärung Mosambikanerin werden, wenn sie ihre alte Staatsbürgerschaft aufgab.
Einheiratende Männer dürfen sich erst nach fünf Jahren als Staatsangehörige registrieren, außer sie sind staatenlos, dann geht es sofort.
Durch Erklärung Mosambikaner werden konnten seit 1987 ehemalige FRELIMO-Kämpfer, die eine andere Staatsbürgerschaft hatten und diese aufgaben.
Personen, deren Eltern die Optionsmöglichkeiten zur Unabhängigkeit oder Geburt nicht ausgeübt hatten, innerhalb eines Jahres nach Erreichen der Volljährigkeit.
Im Ausland geborene und lebende Kinder von Mosambikanern durch Erklärung des Erziehungsberechtigten oder bei Volljährigkeit, wenn sie eventuelle andere Staatsbürgerschaften aufgeben.
Einbürgerungsvoraussetzungen waren Volljährigkeit, fünf Jahre Hauptwohnsitz im Lande und guter Ruf (idoneidade civica), auch politisch, aber vor allem ohne Vorstrafen. Die Verfassung 1990 war deutlicher im Verlangen, frühere Staatsangehörigkeiten aufgeben zu müssen. Ein separates Gesetz regelte Einschränkungen, die Eingebürgerte hinsichtlich Positionen im Staatsdienst unterworfen sind.

Durch den Antrag mit-eingebürgerte minderjährige Kinder haben ein Jahr nach Erreichen der Volljährigkeit die Möglichkeit einer Negativ-Option.
Wiedereinbürgerung auf Antrag, formalisiert durch Gesetz 1982, erforderte bis 1987 einen Ministerratsbeschluss, sie liegt seitdem im Ermessen nachgeordneter Dienststellen. Möglich ist sie für ehemalige Mosambikaner, die ihren Hauptwohnsitz wieder im Lande nehmen und guten Charakters, auch in ideologischer Hinsicht, sind.
Verdiensteinbürgerungen: Das Politbüro des ZK der FRELIMO durfte seit 1987 um die Revolution verdienten Persönlichkeiten die Staatsbürgerschaft ohne Vorbedingungen verleihen.
Doppelstaatlichkeit
Doppelstaatlichkeit war im ursprünglichen Gesetz verboten, noch deutlicher gemacht wurde dies in der Verfassung 1990. Eine Ausnahme war vorgesehen für im Ausland Gebürtige, wenn diese durch Geburt eine zweite Staatsbürgerschaft erhielten. Sie hatten bei Erreichen der Volljährigkeit eine zu wählen.
In der stürmischen Zeit nach der Revolution erließ die FRELIMO ein Edikt, das von Doppelstaatlern verlangte, innerhalb 24 Stunden auf ihre zweite Staatsbürgerschaft zu verzichten, oder sofort mit nicht mehr als 20 Kilo Gepäck das Land zu verlassen.
Die Verfassung von 2004 verbietet Doppelstaatlichkeit nicht mehr generell. Jedoch bleibt die Nutzung damit verbundener Rechte im Inland ausdrücklich ausgeschlossen.
Verlust
Automatisch bis 2004:
- bei Annahme einer fremden Staatsangehörigkeit, seitdem durch Aufgabeerklärung nach Annahme einer anderen Staatsbürgerschaft
- bei ungenehmigtem Eintritt in einen ausländischen Staatsdienst

Frauen, die einen Ausländer heirateten, durch entsprechende Erklärung. Seit 1987 ist ihnen die Wiederannahme durch Erklärung erlaubt.
Entzug wegen „Unwürdigkeit“ (d. h. politischen Gründen), erfolgte bis 2004 durch Ministerratsbeschluss für Staatsbürger, die gegen die Interessen des Landes handelten. In der Verwaltungsanweisung von 1975 vorgesehen ist aber auch ein Verfahren, das den Entzug aus anderen Gründen erlaubte. Durchgeführt wurde es vom Zentralregister, Betroffenen konnten sich innerhalb sechzig Tagen äußern, die Entscheidung fällte der Minister. Die Verfassung 1990 fasste die Gründe enger: dem Lande musste geschadet worden sein.

### Verfassung 2004
Vergleichsweise detaillierte Regeln zur Staatsbürgerschaft sind in den §§ 5, 23-34 und 292 der Verfassung von 2004 enthalten. Die Definitionen, wer seit der Unabhängigkeit oder durch Geburt Staatsangehöriger ist, wurden kaum verändert. Neu ist der Erwerbsgrund durch Adoption. Automatischer Verlust (nicht Verzicht durch Erklärung) und Entzug fielen weg.
Die Verfassung brachte aber u. a. auch die volle Gleichberechtigung von Mann und Frau, die im Staatsangehörigkeitsrecht ansatzweise schon seit 1987 bestand. Frauen, die Ausländer heiraten, können ihre Staatsangehörigkeit allein dadurch nicht mehr verlieren. Vorgesehen ist auch, dass Frauen, die aufgrund der abgeschafften Regel ihre Staatsbürgerschaft verloren hatten, diese durch Antrag beim Amt rückwirkend wieder erhalten können. Für Ehepartner beider Geschlechter gilt nun eine fünfjährige Wartefrist und das Erfordernis „guten Charakters“, bevor sie Mosambikaner werden können.
Die Vorgabe, Einzelheiten durch ein neues Gesetz zu regeln, wurde auch fünfzehn Jahre nach Erlass der Verfassung noch nicht umgesetzt. Es besteht daher Rechtsunsicherheit, inwieweit die Vorschrift von 1975 noch angewandt werden kann, was verschiedene Dienststellen auch unterschiedlich interpretieren. Auf administrativer Ebene ergibt sich hierdurch die Möglichkeit zum Fordern von Schmiergeld.

### Verfassung 2007
Die Verfassungsänderung verschärfte die Einbürgerungsvoraussetzungen auf
- zehn Jahre Wohnsitz (so schon seit 1990)
- Volljährigkeit, Geschäftsfähigkeit und hinreichendes Einkommen
- gute Kenntnis des Portugiesischen oder einer Landessprache
- guter Charakter (idoneidade civica)

Einbürgerungen werden im Staatsanzeiger veröffentlicht, woraufhin dann die Eintragung im Zentralregister erfolgt.
Eingebürgerte bleiben vom diplomatischen Dienst, Militär, als Richter, Parlaments- oder Regierungsmitglieder ausgeschlossen.

### Andere Gesetze
Zu beachten ist, dass wegen des Bürgerkriegs Verwaltungsstrukturen oft nicht existierten. 1992–94 kehrten etwa drei Millionen intern Vertriebene sowie rund 1,1 Millionen Flüchtlinge aus dem Ausland heim, darunter 200000 der rechten Kämpfer.
Die Geburtsurkunde, die nach portugiesischem Vorbild, Angaben zur Staatsangehörigkeit enthält, gilt als Nachweisinstrument. Die standesamtliche Anmeldung aller Geburten, auch von Flüchtlingskindern, ist gesetzlich vorgeschrieben. Gerade im ländlichen Raum mangelt es auch heute noch an der Umsetzung, zu einem wegen fehlendem Bewusstsein in der Bevölkerung zum anderen an der Infrastruktur. Es gibt seit 2006 ein Verwaltungsverfahren durch notariell beglaubigte Zeugenaussagen aus dem Heimatdorf die Identität einer Person amtlich feststellen zu lassen. Eine standesamtliche Funktion von Konsulaten zur Erfassung von Auslandsgeburten ist nicht vorgesehen. Die 2018 begonnenen Einführung einer Personenkennziffer, soll auch Staatsangehörigkeitsnachweise beim Zentralregister erleichtern.
Anerkannten Flüchtlingen steht der Weg zur Einbürgerung theoretisch wie allen anderen Ausländern offen. Da jedoch routinemäßig, auch bei anderen Amtshandlungen, ein Reisepass des Heimatlandes gefordert wird, ist der Zugang effektiv verbaut. Gewisse Nationalitäten werden von der zuständigen Kommission prinzipiell als Wirtschaftsflüchtlinge gesehen, die nie anerkannt werden, z. B. Somalier und Simbabwer (2008/9).
Mosambik ist bis 2019 den Staatenlosenkonventionen von 1954 und 1961 nicht beigetreten.